# Potamophylax goulandriorum
Potamophylax goulandriorum är en nattsländeart som beskrevs av Malicky 1974. Potamophylax goulandriorum ingår i släktet Potamophylax och familjen husmasknattsländor. Inga underarter finns listade i Catalogue of Life.